# (367406) Buser
(367406) Buser ist ein etwa zwei Kilometer messender Hauptgürtelasteroid, der am 30. August 2008 von Markus Griesser, dem Leiter der Winterthurer Sternwarte Eschenberg, mithilfe eines 40-cm-Teleskops entdeckt wurde.
Am 9. September 2014 wurde der Asteroid nach der Nummerierung durch das Minor Planet Center vom Entdecker mit offizieller Zustimmung der Internationalen Astronomischen Union (IAU) nach der in Winterthur-Hegi lebenden Elisabeth Buser benannt. Dieser Kleinplanet ehrt offiziell die 55-jährige Mutter von sechs heute erwachsenen Kindern. Als Freiwillige setzt sie sich seit mehr als zehn Jahren für Flüchtlingsfrauen aus dem nahen Asylzentrum ein und engagiert sich ausserdem als Verkehrslotsin für die Schulkinder an ihrem Wohnort. Griesser habe beeindruckt, wie sich die Frau «ohne lange Politdiskussionen» im empfindlichen Asylbereich einsetze.